# Monsieur Joe
Cet article concerne le film original. Pour le remake, voir Mon ami Joe.
Pour plus de détails, voir Fiche technique et Distribution.
Monsieur Joe (Mighty Joe Young) est un film américain en noir et blanc réalisé par Ernest B. Schoedsack et Merian C. Cooper, sorti en 1949.

## Synopsis
Max O'Hara, organisateur de spectacles à Hollywood, est en Afrique, où il a monté une expédition afin de capturer des fauves. L'équipe (dont le chasseur Gregg) est mise en présence d'un singe géant, lequel s'avère apprivoisé par une jeune femme, Jill Young, qui l'a élevé sous le nom de « Joe ». O'Hara la convainc de venir aux États-Unis avec l'animal (devenu « Monsieur Joe », vedette d'un spectacle). Mais celui-ci reste avant tout une bête sauvage, ayant besoin de vivre dans son milieu naturel. O'Hara réalise cela et après de nombreuses péripéties (notamment le sauvetage, par le singe, d'enfants d'un orphelinat incendié), favorise le retour en Afrique de Jill, accompagnée de Gregg qui s'est épris d'elle, et de « Monsieur Joe ».

## Fiche technique
- Titre : Monsieur Joe
- Titre original : Mighty Joe Young
- Réalisation : Ernest B. Schoedsack et Merian C. Cooper
- Réalisateurs de seconde équipe (non crédités) : John Ford et David Sharp
- Scénario : Ruth Rose, d'après une histoire de Merian C. Cooper
- Musique : Roy Webb
- Costumes : Adele Balkan
- Photographie : J. Roy Hunt
- Effets photographiques : Harold Stine et Bert Willis
- Effets spéciaux : Willis O'Brien, assisté de Ray Harryhausen (1er technicien) et Peter Peterson (2e technicien)
- Directeur artistique : James Basevi, assisté d'Howard Richmond
- Montage : Ted Cheesman
- Producteurs : John Ford et Merian C. Cooper
- Société de production : Argosy Pictures (créditée Arko Production)
- Société de distribution : RKO Pictures
- Genre : aventures, fantastique
- Format : noir et blanc (+ une scène d'incendie colorisée en rouge)  — pellicule : 35 mm — image : 1,37:1 — son : mono (RCA Sound System)
- Durée : 93 minutes
- Dates de sortie :
  - États-Unis : 27 juillet 1949
  - France : 13 janvier 1950

## Distribution
- Terry Moore : Jill Young
- Ben Johnson : Gregg
- Robert Armstrong : Max O'Hara
- Mr. Joseph Young : lui-même
- Frank McHugh : Windy
- Douglas Fowley : Jones
- Denis Green : Crawford
- Paul Guilfoyle : Smith
- Nestor Paiva : Brown
- Regis Toomey : John Young
- Lora Lee Michel : Jill Young enfant
- James Flavin : Schultz

Acteurs non crédités
- Joyce Compton : Alice
- Joel Fluellen : un indigène
- Byron Foulger : M. Jones
- Edward Gargan : un patron de bar
- Carol Hughes : la patronne du night-club
- Tom Kennedy : un policier
- Rory Mallinson : un barman

## Autour du film
Après King Kong en 1933, Ernest B. Schoedsack et Merian C. Cooper avaient déjà tenté d'en renouveler le succès en produisant la même année Le Fils de King Kong. En 1949, à nouveau, ils reviennent là-dessus avec ce Monsieur Joe, destiné à un public plus familial, et donc avec une happy end de rigueur. Schoedsack est chargé de la réalisation, Cooper et John Ford participant au projet par le biais de l'Argosy Pictures, leur compagnie de production. Robert Armstrong, qui interprétait Carl Denham dans King Kong, et Ben Johnson, un habitué des films de Ford, font partie de la distribution. 
Au générique de l'équipe technique, relevons la présence de Ray Harryhausen, pour sa première participation au cinéma comme concepteur d'effets spéciaux (ici, en qualité d'assistant de son « maître », Willis O'Brien, lequel était déjà aux commandes des effets spéciaux de King Kong), et de la scénariste Ruth Rose, qui elle était coscénariste du même King Kong.
Quant à Harryhausen, qui entretemps mènera la carrière que l'on sait, il apparaît en compagnie de Terry Moore — caméos — dans Mon ami Joe, remake de Monsieur Joe, réalisé par Ron Underwood en 1998, avec Charlize Theron (Jill Young) et Bill Paxton (Gregg).

## Récompenses
- 1949 : Oscar des meilleurs effets visuels pour Willis O'Brien.